# الفاصل الزمني العمودي
الفاصل الزمني العمودي هو شكل من أشكال الشفرة التابعة لمجموعة مهندسي الصور والتلفزيون الزمنية المشفرة (SMPTE) على خط مسح واحد في إشارة الفيديو وعادةً مايتم إدخال هذه الخطوط في فاصل الطمس العمودي لإشارة الفيديو.

## نبذة
يحتوي الفاصل الزمني العمودي على نفس حمولة الخط الزمني ل سي ام بي تي أي مدمجةً في هيكل إطار جديد مع بتات مزامنة إضافية ومجموع تدقيق لاكتشاف الأخطاء. ويستثنى منه أن الفاصل الزمني العمودي يتم ترميزه مرتين لكل رتل فيديو متشابك، مرة واحدة في كل حقل، حيث يتم استخدام بت إضافية واحدة («علم المجال») للتمييز بين الحقلين.
إذا لزم الأمر قد يحتوي إطار الفيديو على أكثر من رمز للفاصل الزمني العمودي يتم تسجيله على أسطر مختلفة. ويستخدم غالباً في الإنتاج وقد ترغب الجهات المختلفة في ترميز مجموعات مختلفة من بيانات تعريف رمز الوقت على نفس الشريط.

## الدقة
يمكن أن تكون دقة الفاصل الزمني العمودي أكثر من الخط الزمني في دقة الطار من الناحية العلمية، خاصة عند سرعات الشريط البطيئة جدًا في التنسيقات التناظرية ويتاح لقراء الخط الزمني أن يفقدوا مسار الشفرة بسرعات بطيئة بينما يمكن قراءة الفاصل الزمني العمودي إطارًا بإطار والعكس عند السرعات العالية فغالبًا ما يكون الفاصل الزمني العمودي غير قابل للقراءة بسبب تشوهات الصورة لذلك يتم استخدام الخط الزمني بدلاً منه؛ وتوفر بعض أجهزة تسجيل أشرطة الفيديو على تحديد تلقائي بين التنسيقين بأعلى دقة.
يبلغ طول الفاصل الزمني العمودي 90 بت تتكون من: 32 بتًا من رمز الوقت و 32 بتًا من بيانات المستخدم و 18 بتًا للمزامنة و 8 بتات من المجموع الاختباري. ويتم إرساله باستخدام تشفير عدم العودة إلى الصفر بمعدل بتات يبلغ 115 ضعف معدل الخط. (25 بت المتبقية هي مساحة لفاصل الطمس الأفقي.)
|       | مزامنة | مزامنة | الوقت                               | الوقت                      | الوقت                      | الوقت                      | بت المستخدم                | بت المستخدم                | بت المستخدم                | بت المستخدم                |
| قليلا | 0      | 1      | 2                                   | 3                          | 4                          | 5                          | 6                          | 7                          | 8                          | 9                          |
| ----- | ------ | ------ | ----------------------------------- | -------------------------- | -------------------------- | -------------------------- | -------------------------- | -------------------------- | -------------------------- | -------------------------- |
| 0     | 1      | 0      | 1                                   | 2                          | 4                          | 8                          | بت المستخدم                | بت المستخدم                | بت المستخدم                | بت المستخدم                |
| 0     | 1      | 0      | رقم الإطار </br> (0–23 أو 24 أو 29) |                            |                            |                            | بت المستخدم                | بت المستخدم                | بت المستخدم                | بت المستخدم                |
| 10    | 1      | 0      |                                     |                            |                            |                            | بت المستخدم                | بت المستخدم                | بت المستخدم                | بت المستخدم                |
| 10    | 1      | 0      | 10                                  | 20                         | د                          | ج                          | بت المستخدم                | بت المستخدم                | بت المستخدم                | بت المستخدم                |
| 20    | 1      | 0      | 1                                   | 2                          | 4                          | 8                          | بت المستخدم                | بت المستخدم                | بت المستخدم                | بت المستخدم                |
| 20    | 1      | 0      | ثواني </br> (0-59)                  |                            |                            |                            | بت المستخدم                | بت المستخدم                | بت المستخدم                | بت المستخدم                |
| 30    | 1      | 0      |                                     |                            |                            |                            | بت المستخدم                | بت المستخدم                | بت المستخدم                | بت المستخدم                |
| 30    | 1      | 0      | 10                                  | 20                         | 40                         | F                          | بت المستخدم                | بت المستخدم                | بت المستخدم                | بت المستخدم                |
| 40    | 1      | 0      | 1                                   | 2                          | 4                          | 8                          | بت المستخدم                | بت المستخدم                | بت المستخدم                | بت المستخدم                |
| 40    | 1      | 0      | الدقائق </br> (0-59)                |                            |                            |                            | بت المستخدم                | بت المستخدم                | بت المستخدم                | بت المستخدم                |
| 50    | 1      | 0      |                                     |                            |                            |                            | بت المستخدم                | بت المستخدم                | بت المستخدم                | بت المستخدم                |
| 50    | 1      | 0      | 10                                  | 20                         | 40                         | F                          | بت المستخدم                | بت المستخدم                | بت المستخدم                | بت المستخدم                |
| 60    | 1      | 0      | 1                                   | 2                          | 4                          | 8                          | بت المستخدم                | بت المستخدم                | بت المستخدم                | بت المستخدم                |
| 60    | 1      | 0      | ساعات </br> (0–23)                  |                            |                            |                            | بت المستخدم                | بت المستخدم                | بت المستخدم                | بت المستخدم                |
| 70    | 1      | 0      |                                     |                            |                            |                            | بت المستخدم                | بت المستخدم                | بت المستخدم                | بت المستخدم                |
| 70    | 1      | 0      | 10                                  | 20                         | س                          | F                          | بت المستخدم                | بت المستخدم                | بت المستخدم                | بت المستخدم                |
| 80    | 1      | 0      | بتات CRC (g (x) = x 8 + 1)          | بتات CRC (g (x) = x 8 + 1) | بتات CRC (g (x) = x 8 + 1) | بتات CRC (g (x) = x 8 + 1) | بتات CRC (g (x) = x 8 + 1) | بتات CRC (g (x) = x 8 + 1) | بتات CRC (g (x) = x 8 + 1) | بتات CRC (g (x) = x 8 + 1) |

- يتم تعيين البت 14 على 1 إذا كان ترقيم إطار الإسقاط قيد الاستخدام؛ ويتم تخطي رقم الإطارين 0 و 1 خلال الثانية الأولى من كل دقيقة، باستثناء مضاعفات 10 دقائق. فيحول رمز الوقت 30 إطار / ثانية إلى 29.97 إطار / ثانية على مقياس ان تي إس سي.
- يتم تعيين البت 15 (بت تأطير اللون)، على 1 إذا تمت مزامنة رمز الوقت مع إشارة فيديو (ملونة). كما يجب الاحتفاظ بمقياس رقم الإطار 2 (لـ ان تي اس سي وسيكام) أو النموذج 4 (لـ PAL) عبر القطع لتجنب قفزات الطور في الناقل الفرعي للتلوين.
- تختلف البتات 35 و 55 و 75 بين رمز الوقت 25 إطارًا / ثانية و 30 / 29.97 إطارًا / ثانية. [1] [3] هي بتات:
  - علم المجال (بت 35 لـ 29.97 / 30 إطارًا / ثانية، والبت 75 لـ 25 إطارًا / ثانية): وهذه البتة الإضافية أقل أهمية لرقم الرتل، تميز الحقلين المتشابكين في رتل فيديو واحد. يتم ضبطه على 0 أثناء الحقل الأول للإطار، وعلى 1 أثناء الحقل الثاني. يحل هذا البت محل بت «تصحيح القطبية» في رمز الوقت الخطي.
  - «علم المجموعة الثنائية» بت BGF0 و BGF2 (بت 55 و 75 لـ 29.97 / 30 إطار / ثانية، وبت 35 و 55 لـ 25 إطارًا / إطارات): تشير هذه إلى تنسيق بتات المستخدم. وكل صفر البتتين يشير إلى عدم وجود تنسيق (أو غير محدد). فتشير مجموعة BGF0 فقط إلى أربعة أحرف مكونة من 8 بتات يتم ارسالها كمجموعة صغيرة مع مجموعة BGF2 محجوزة. [1]
- لم يتم تعيين البت 74 («علامة المجموعة الثنائية 1») من قبل ولكنها تُستخدم للإشارة إلى مزامنة رمز الوقت مع ساعة خارجية. فإذا كان صفرًا يكون وقت بدء الرمز الزمني عشوائيًا.
- المجموع الاختباري في البتات 82-89 هو XOR بسيط من 82 بتة سابقة (بما في ذلك بتات المزامنة، لذا فإن البتة 82 هي XOR للبتات 74، 66... 2)، والتي يمكن وصفها بأنها الفحص الدوري لتكرار (CRC) مع متعدد حدود المولد × 8 +1. (مضبوط مسبقًا على الصفر، بدون انعكاس.)

تعتمد الطبيعة الدقيقة لتسلسل إطار اللون على معيار الفيديو المستخدم في حالة معايير الفيديو المركبة الرئيسية الثلاثة وهي فيديو بال الذي يحتوي على تسلسل إطار لوني مكون من 8 مجالات (4 إطارات)، وان تي اس سي وسيكام كل منهما يحتوي على 4 متواليات إطار لوني رباعي الحقول (إطاران).
كان الحفاظ على تسلسل الإطارات اللونية للفيديو عبر عمليات التحرير وبين القنوات في تأثيرات الفيديو مشكلة مهمة في أنظمة تحرير أشرطة الفيديو التناظرية المبكرة، حيث أن القطع بين تسلسلات الألوان المختلفة من شأنه أن يتسبب في حدوث قفزات في مرحلة الناقل الفرعي، فيؤدي خلط إشارتين لهيمنة المجال المختلفة في القطع الأثرية الملونة على جزء من الإشارة التي لم تكن متزامنة مع تسلسل إطار لون الإخراج.
أحتواء كود سي ام بي تي الزمني على بت تأطير اللون يساعد من منع هذه المشاكل، ويتم استخدامه للإشارة إلى أن مادة الفيديو التي يشير إليها الكود الزمني تتبع اصطلاحًا قياسيًا فيما يتعلق بمزامنة كود وقت الفيديو وتسلسل تأطير اللون ‘ فإذا تم تعيين بت إطار اللون في كلا النوعين من المواد فيمكن لنظام التحرير دائمًا ضمان الحفاظ على إطار اللون من خلال تقييد قرارات التحرير بين مصادر الإدخال للحفاظ على العلاقة الصحيحة بين تسلسلات الرمز الزمني وتسلسل تأطير اللون.